# Elbella
Elbella is een geslacht van vlinders van de familie dikkopjes (Hesperiidae), uit de onderfamilie Pyrrhopyginae.

## Soorten
- E. adonis (Bell, 1931)
- E. alburna (Mabille, 1891)
- E. azeta (Hewitson, 1866)
- E. carriae (Bell, 1931)
- E. etna Evans, 1951
- E. intersecta (Herrich-Schäffer, 1869)
- E. iphinous (Latreille, 1824)
- E. lamprus (Hopffer, 1874)
- E. losca Evans, 1951
- E. mariae (Bell, 1931)
- E. menecrates (Mabille, 1878)
- E. merops (Bell, 1933)
- E. patrobas (Hewitson, 1857)
- E. polyzona (Latreille, 1924)
- E. scylla (Ménétriés, 1855)
- E. theseus (Bell, 1933)
- E. umbrata (Mabille & Boullet, 1908)
- E. zesta (Evans, 1951)